# Gymnogeophagus
Genre
Gymnogeophagus est un genre de poissons Perciformes néotropicaux qui appartient à la famille des Cichlidae.

## Liste des espèces
Selon FishBase (24 janv. 2017) :
- Gymnogeophagus australis (Eigenmann, 1907)
- Gymnogeophagus balzanii (Perugia, 1891)
- Gymnogeophagus caaguazuensis Staeck, 2006
- Gymnogeophagus che Casciotta, Gómez & Toresanni, 2000
- Gymnogeophagus gymnogenys (Hensel, 1870)
- Gymnogeophagus labiatus (Hensel, 1870)
- Gymnogeophagus lacustris Reis & Malabarba, 1988
- Gymnogeophagus meridionalis Reis & Malabarba, 1988
- Gymnogeophagus rhabdotus (Hensel, 1870)
- Gymnogeophagus setequedas Reis, Malabarba & Pavanelli, 1992
- Gymnogeophagus tiraparae González-Bergonzoni, Loureiro & Oviedo, 2009